# إرنيالدي
بلدية إرنيالدي (بالإسبانية: Hernialde) هي بلدية تقع في مقاطعة غيبوثكوا التابعة لمنطقة إقليم الباسك شمال إسبانيا.

## الديموغرافيا
بلغ عدد سكان بلدية إرنيالدي 359 نسمة عام 2011 (وفقاً للمعهد الوطني للإحصاء الإسباني).
| 301 | 289 | 287 | 326 | 334 | 346 | 359 |